# Barbara Ricci
Barbara Ricci (Roma, 11 settembre 1971) è un'attrice italiana.

## Biografia
Ha cominciato a recitare all'età di 16 anni, debuttando nello sceneggiato Una lepre con la faccia di bambina, trasmesso su Rai 2 per la regia di Gianni Serra.

## Filmografia
- Una lepre con la faccia di bambina, di Gianni Serra (1987)
- Il ricatto (1988)
- Disperatamente Giulia (1988)
- I ragazzi del muretto – serie TV, 28 episodi (1991-1993)
- Solo (1989)
- Un momento da ricordare (1990)
- Sabato italiano (1991)
- Missione d'amore (1992)
- Il barone (1992)
- Un caso per Schwarz (Il commissario prete) – serie TV (1994-1996)
- Incantesimo (1998)
- Una sola debole voce (1999)
- Una sola debole voce 2 (2001)
- L'attentatuni - Il grande attentato (2001)
- Gioco a incastro (2001)
- Squadra speciale Colonia (Soko Köln) – serie TV (2002)
- Für Alle Fälle Stephanie – serie TV (2003)
- Rex – serie TV (2008-2010)
- Codice silenzioso (2008)
- Divine - La fidanzata dell'altro (Der göttliche Andere), regia di Jan Schomburg (2020)